# Daigoro Kondo
Daigoro Kondo (近藤 台五郎 Kondo Daigoro?,  1 de junio de 1907 en Tokio - 9 de febrero de 1991 en Kanagawa) fue un futbolista japonés que se desempeñaba como defensa.
Kondo fue elegido para integrar la selección nacional de Japón para los Juegos del Lejano Oriente de 1927. En 1927, Kondo jugó 2 veces para la selección de fútbol de Japón.

## Trayectoria

### Clubes
| Club                         | País  | Año  |
| ---------------------------- | ----- | ---- |
| Tokyo Imperial University LB | Japón | ???? |

### Selección nacional
| Selección | País  | Año  |
| --------- | ----- | ---- |
| Absoluta  | Japón | 1927 |

## Estadística de equipo nacional
| Selección de Japón | Selección de Japón | Selección de Japón |
| Año                | Part.              | Goles              |
| ------------------ | ------------------ | ------------------ |
| 1927               | 2                  | 0                  |
| Total              | 2                  | 0                  |